# Стинг
Го́рдон Мэ́ттью То́мас Са́мнер (англ. Gordon Matthew Thomas Sumner CBE; род. 2 октября 1951, Уолсенд), более известный под псевдонимом Стинг (англ. Sting) — английский музыкант-мультиинструменталист, певец и автор песен, актёр, общественный деятель и филантроп. Вокалист группы The Police в 1976—1984 годах. С 1984 года — сольный исполнитель.
Семнадцатикратный лауреат премии «Грэмми», обладатель «Золотого глобуса», премии «Эмми», номинант на премию «Тони» и четырёхкратный номинант на премию «Оскар» в категории «Лучшая песня».
В 2020 году журнал Rolling Stone поместил его на 32-е место в списке 50 величайших басистов всех времён.

## Биография
Гордон Самнер родился 2 октября 1951 года в портовом городе Уолсенд на севере Англии. Отец Эрнест Мэтью Самнер долгие годы работал монтажником в местной машиностроительной компании. Позднее он приобрёл небольшой молочный магазин, и сын не раз помогал отцу развозить по утрам молоко.
Мать Одри работала парикмахером и медсестрой. У неё было классическое музыкальное образование, и она сумела развить природные способности сына, обучая его дома игре на фортепиано. Гордон был старшим из четырёх детей в семье. У него есть младшие сёстры Анита, Анджела и брат Филипп.
В возрасте 10 лет Гордону досталась в подарок от дяди его первая гитара. Этот инструмент настолько привлёк его, что каждую свободную минуту он брал гитару в руки и, закрывшись один в комнате, разучивал аккорды.
Учась в школе, он часто ходил с друзьями в музыкальные клубы, чтобы насладиться игрой Джими Хендрикса, который впоследствии, по словам самого Стинга, оказал на него большое влияние.
Занимался лёгкой атлетикой, занял второе место на Чемпионате Англии.
Поскольку до этого ни разу не проигрывал, решил посвятить себя музыке.
После окончания гимназии Гордон Самнер некоторое время работал кондуктором, налоговым инспектором, проходил практику, работая в школе учителем английского. Именно в период работы учителем он понял, что музыка является его главной страстью, с которой он готов связать всю свою жизнь. По совету своего друга, Самнер успешно прошёл прослушивание в местный джазовый коллектив Newcastle Big Band, в котором выступал в качестве басиста и иногда пел. Затем перешёл в Phoeniх Jazzmen.
В то же время, вместе с другими музыкантами, Стинг организовал свой первый коллектив — Last Exit, который принёс ему первые хорошие заработки и славу в родном городе. Благодаря песне «I Burn for You» (была посвящена Фрэнсис Томелти, будущей жене Стинга) в то время ещё совсем неизвестной группе удалось пробиться в Лондон и записаться в студии.
Свое прозвище (в переводе с англ. — «жало») он получил благодаря привычке носить чёрно-желтый джемпер с полосками-обручами. Лидер группы Гордон Соломон считал, что он похож на пчелу (или, по словам самого Стинга, «они думали, что я похож на осу»), что и послужило причиной появления имени «Стинг».
В документальном фильме 1985 года к альбому Bring on the Night журналист назвал его Гордоном, на что он ответил: «Мои дети называют меня Стингом, моя мать называет меня Стингом, кто такой этот Гордон?».
В 2011 году он сказал Time, что «меня никогда не называли Гордоном. Вы можете крикнуть „Гордон“ на улице, и я просто пройду мимо вас».
Стинг узнал, что он не единственный, кто выступает под этим псевдонимом, увидев в комнате сына плакат с рестлером Стивом Борденом, который владеет правами на это имя в США. По инициативе музыканта, гастролировавшего в начале 1990-х годов в США, оба Стинга — Самнер и Борден встретились в Атланте.

## The Police
В 1977 году американский барабанщик Стюарт Коупленд заметил Стинга и убедил его заняться роком.
В том же году Коупленд, гитарист Энди Саммерс и Стинг создали группу The Police.
По признанию Энди Саммерса большое влияние на творчество The Police оказала группа The Beatles, которую Стинг назвал единственной величайшей группой всех времён.
Первые два сингла, «Fall Out» и «Roxanne», не имели успеха — до тех пор, пока их не услышал антрепренёр Майлз Коупленд (старший брат Стюарта). Став менеджером группы, он заключил контракт с A&M, которая тут же выпустила дебютный альбом Outlandos d’Amour (№ 6 в Великобритании, ноябрь 1978 года). Перевыпущенный в апреле 1979 года сингл «Roxanne» поднялся в Британии до 12-го места и стал европейским хитом. Вслед за первым успехом последовали альбомы Reggatta de Blanc, Zenyattà Mondatta, Ghost in the Machine и Synchronicity (с мега-хитом «Every Breath You Take»). После триумфального мирового турне в 1984 году Стинг решил, что с группой достиг всего, что мог, и группа распалась на пике своей популярности.
Тур объединённых The Police в честь тридцатилетия сингла «Roxanne» открылся в конце мая 2007 года двумя шоу в Ванкувере и закончился 7 августа 2008 года концертом в Нью-Йорке. В этот период группа дала 152 концерта и стала участником многих музыкальных фестивалей. В июне 2008 года самое высокооплачиваемое на тот момент трио выступило на фестивале Isle of Wight, собравшем 70 000 зрителей.
В 2007 году Стинг, Стюарт Коупленд и Энди Саммерс стали Кавалерами Ордена искусств и литературы.

## Сольная карьера
Самостоятельная карьера Стинга сложилась не менее успешно. Его первый альбом с элементами джаза The Dream of the Blue Turtles стал платиновым. Синглом из этого альбома стала песня «Russians». Песня была написана во времена Холодной войны в 1985 году. Стинг боится ядерных ударов и надеется, что «русские тоже любят своих детей», а значит, это поможет удержать мир от страшной войны. В этой песне о русских Стинг использовал мелодию «Романса» из сюиты «Поручик Киже» русского композитора Сергея Прокофьева.
В 1987 году после турне с The Dream of the Blue Turtles Стинг записал альбом …Nothing Like the Sun (название появилось благодаря строчке из 130-го сонета Шекспира). Альбом был записан вместе с Марсалисом и гитаристом The Police Энди Саммерсом, в альбоме также участвовали такие звёзды, как Эрик Клэптон и Марк Нопфлер. Диск вышел осенью 1987 года и сразу же оказался на верхних строчках хит-парадов по всему миру. Особенную популярность получила песня «They Dance Alone (Cueca Solo)», написанная Стингом в память о жертвах репрессий в Чили. В 1988 году музыкант начал поддерживать деятельность организации «Международная амнистия» (англ. Amnesty International), а также заботится о судьбе бразильских лесов и проживающих там индейцев.
В 1991 году Стинг выпустил автобиографический альбом The Soul Cages, запись которого совпала с потерей родителей. Сингл «All This Time» занял пятую строчку в лучшей сотне журнала Billboard. Спустя 2 года вышел альбом Ten Summoner’s Tales, включивший в себя такие хиты как «If I Ever Lose My Faith in You» и «Fields of Gold». В ноябре 1993 года сингл «All for Love», записанный вместе с Брайаном Адамсом и Родом Стюартом и вышедший на саундтреке к фильму «Три мушкетёра», возглавил чарты США, а в декабре 1994 года он добрался до второго места в Великобритании. Помимо известных хитов, в альбом также были включены две новые песни — «When We Dance» и «This Cowboy Song».
Альбомы The Soul Cages и Ten Summoner’s Tales представили Стинга как зрелого композитора.
Летом 1995 года Стинг давал показания в суде против своего бухгалтера, которого певец обвинил в краже своих доходов. В результате разбирательства бухгалтер Кит Мур был приговорён к шести годам тюремного заключения.
Очередной альбом Mercury Falling оказался не столь успешным, как Ten Summoner’s Tales, но и его было достаточно, чтобы удовлетворить поклонников и умиротворить прессу. Заглавный трек из следующего альбома Brand New Day доказал, что Стинг всё ещё способен выпускать хиты. Песня заняла 13-е место в британских чартах. Альбом также имел успех в США, где достаточно[насколько?] долго продержался в чартах. Диск также получил две премии Грэмми. Гораздо более скромным стал альбом певца …All This Time, выпущенный в трагический для США день 11 сентября 2001 года. В записи этого живого альбома принимали участие джазовые музыканты Кристиан Макбрайд и Джейсон Ребелло.
События 11 сентября 2001 года глубоко повлияли на Стинга — не только как на человека, но и как на артиста. «Мне пришлось серьёзно задуматься над тем, о чём я как музыкант должен писать», — говорил он. — «Я не хотел напрямую говорить о сложившейся ситуации, однако сейчас, когда я оглядываюсь на те песни, что я написал с тех пор, все их объединяет общее настроение. Я думаю, что с людьми происходит нечто общее, все мы, независимо от национальности или вероисповедания, связаны напрямую с одной и той же энергией, что держит вместе наш мир». И именно название этой энергии Стинг вынес в заголовок своего нового альбома — Sacred Love. Записанный в первой половине 2003 года в Париже, альбом несёт на себе явственный отпечаток событий в мире, происходивших в то время. Тексты Стинга затрагивают темы войны, религии, понимания и непонимания, но основной темой, исходя из названия альбома, была любовь. Песня «Send Your Love» из этого альбома принесла Стингу очередную номинацию на «Грэмми».
В 2005 году по просьбе своего друга Мартин Кирзенбаума Стинг записал в Нью-Йорке партию бас-гитары для песни «Friend or Foe» российской поп-группы t.A.T.u.
В 2010—2011 годах Стинг совершил мировое турне Symphonicity Tour в поддержку альбома Symphonicities. В концертную программу турне вошли лучшие хиты из альбома, исполненные музыкантом в сопровождении Королевского филармонического оркестра.
В конце 2010 года Стинг приезжал в Россию, чтобы выступить в новогодней программе Первого канала «Оливье-шоу» с несколькими своими песнями (в их числе: «Roxanne», «Russians», «Englishman in New York») и дать интервью программе «Познер».
В конце мая 2013 года, на официальном сайте Стинга было объявлено о записи нового альбома The Last Ship, который вышел 24 сентября того же года.
Этот диск стал для музыканта первым студийным альбомом за последние десять лет.
28 августа 2015 года вышел сингл «Stolen Car» — совместная работа с Милен Фармер, кавер на его собственную одноимённую песню из альбома 2003 года Sacred Love. Фармер, в свою очередь, включила этот кавер в свой альбом Interstellaires.
В июле 2016 года музыкант объявил о выходе нового рок-альбома 57th & 9th, названного в честь двух пересекающихся улиц, мимо которых Стинг проходит до звукозаписывающей студии. Альбом вышел в продажу 11 ноября.
В январе 2018 года было объявлено о выходе нового альбома музыканта 44/876, который был записан вместе с его другом, регги-певцом Шэгги. Альбом, который поступил в продажу 20 апреля, получил свое название благодаря телефонным кодам Великобритании (44) и Ямайки (876). 25 января был выпущен сингл из нового альбома под названием «Don’t Make Me Wait».
В мае 2019 года вышел его 13-й студийный альбом My Songs с переработанными версиями его старых песен.
25 июня того же 2019 года The New York Times Magazine назвал Стинга среди сотен исполнителей, чей материал, как сообщается, был уничтожен во время пожара в Universal Studios Hollywood 2008 года.
25 августа 2021 года было объявлено, что Стинг должен выпустить 19 ноября 2021 года новый альбом под названием The Bridge, а 1 сентября 2021 года новую песню под названием «If It’s Love» в качестве первого сингла из альбома. Стинг написал этот новый набор песен в стиле поп-рок «в год глобальной пандемии, личных потерь, разлуки, срывов, изоляции и чрезвычайных социальных и политических потрясений».

## Признание
8 декабря 2000 года Стинг удостоился звезды на Аллее славы в Голливуде за достижения и вклад в области музыки.
5 октября 2010 года Стинг был удостоен награды за достижения в музыкальной индустрии США на церемонии, устроенной в Лондоне компанией Broadcast Music, Inc. (BMI). Певец был отмечен за песню The Police «Every Breath You Take». По подсчётам BMI, с момента своего выхода в 1983 году она прозвучала в эфире американских радиостанций более десяти миллионов раз.

## Влияние
Образ Стинга был взят Аланом Муром для создания Джона Константина из серии комиксов «Hellblazer». Сам Стинг в интервью журналу Rolling Stone признал, что был польщён появлением персонажа комикса, похожего на него.

## Общественная и семейная жизнь
Стинг со своей спутницей жизни на протяжении многих лет, актрисой Труди Стайлер (род. 1954), детьми и собаками живёт в Нью-Йорке, США. У него шестеро детей.
После путешествия по бразильским тропическим лесам Стинг стал ярым защитником природы и учредил вместе с женой Фонд защиты тропических лесов. За особые заслуги в честь него назвали один из подвидов лягушки — бразильской древесницы (Dendropsophus stingi).
В 2009 году в интервью на телеканале Sky TV Стинг, считающий себя традиционалистом, поддержал болельщиков английского футбольного клуба «Ньюкасл Юнайтед», выразивших протест против решения владельца клуба Майка Эшли продать права на название стадиона «Сент-Джеймс Парк», сменив его на Sports Direct Arena.
В апреле 2010 года Стинг призвал декриминализировать употребление марихуаны. По его мнению, преследование, содержание в тюрьмах любителей марихуаны и вообще борьба с этим наркотиком бессмысленны и вредны для общества.
В декабре 2010 года в интервью Владимиру Познеру певец объяснил свою точку зрения на эту проблему. Отнюдь не уменьшая важность проблемы наркотиков, Стинг предлагает найти новые пути её решения, в первую очередь, с помощью просвещения общества о высокой опасности наркотических средств.
В 2011 году песня Стинга «Fragile» вошла в благотворительный альбом Songs for Japan, доходы от которого поступили в фонд помощи пострадавшим от землетрясения и цунами в Японии.
В том же году Стинг отказался выступать в Астане в знак солидарности с бастующими нефтяниками Жанаозена.
C февраля 2022 года после вторжения России на Украину выступал со словами поддержки украинскому народу на своих концертах.

## Личная жизнь
- В 1976—1984 годах был женат на актрисе Фрэнсис Томелти[англ.] (род. 1948). У бывших супругов двое детей:
  - сын Джозеф Самнер[англ.] (род. 23 ноября 1976)
  - дочь Фуксия Кэтрин Самнер (род. 17 апреля 1982)
- С 20 августа 1992 года женат на актрисе Труди Стайлер[англ.] (род. 1954). У супругов четверо детей:
  - дочь Бриджит Мишель Самнер[англ.] (род. 19 января 1984)
  - сын Джейк Самнер (род. 24 мая 1985)
  - дочь Элиот Паулина Самнер (род. 30 июля 1990)
  - сын Джакомо Люк Самнер (род. 17 декабря 1995)

В 1996 году Стинг и Труди Стайлер приобрели виллу XVI века в Тоскане. Со временем Стинг заинтересовался виноделием, а с 2007 года его вина стали поступать в продажу и получили высокие оценки экспертов.

## Дискография

### Студийные альбомы
| 1985                                                         | The Dream of the Blue Turtles - Дата: 1 июня 1985 - Лейбл: A&M Records              | 3  | 1  | 13 | —  | —  | —  | 4  | 5  | 6  | 2   | - 2× Платиновый - 3× Платиновый |
| 1987                                                         | …Nothing Like the Sun - Дата: 13 октября 1987 - Лейбл: A&M Records                  | 1  | 33 | 3  | —  | —  | —  | 2  | 7  | 3  | 9   | - Платиновый - 2× Платиновый    |
| 1991                                                         | The Soul Cages - Дата: 22 января 1991 - Лейбл: A&M Records                          | 1  | 3  | 3  | —  | —  | —  | 2  | 4  | 1  | 2   | - Золотой - Платиновый          |
| 1993                                                         | Ten Summoner’s Tales - Дата: 9 марта 1993 - Лейбл: A&M Records                      | 2  | 9  | 1  | —  | 5  | 22 | 3  | 10 | 3  | 2   | - 2× Платиновый - 3× Платиновый |
| 1996                                                         | Mercury Falling - Дата: 12 марта 1996 - Лейбл: A&M Records                          | 4  | 14 | 1  | 35 | 3  | 7  | 4  | 2  | 1  | 5   | - Платиновый - Платиновый       |
| 1999                                                         | Brand New Day - Дата: 28 сентября 1999 - Лейбл: A&M Records                         | 5  | 21 | 1  | 3  | 7  | 16 | 1  | 4  | 2  | 9   | - Платиновый - 3× Платиновый    |
| 2003                                                         | Sacred Love - Дата: 30 сентября 2003 - Лейбл: A&M Records                           | 3  | 13 | 2  | 5  | 3  | 13 | 3  | 3  | 1  | 3   | - Золотой - Платиновый          |
| 2006                                                         | Songs from the Labyrinth - Дата: 10 октября 2006 - Лейбл: Deutsche Grammophon       | 24 | —  | 40 | 20 | 39 | —  | —  | 30 | 31 | 25  |                                 |
| 2009                                                         | If on a Winter’s Night… - Дата: 27 октября 2009 - Лейбл: Deutsche Grammophon        | 15 | 58 | 12 | 8  | 10 | —  | 18 | 12 | 13 | 6   | - Золотой                       |
| 2010                                                         | Symphonicities - Дата: 13 июля 2010 - Лейбл: Deutsche Grammophon                    | 30 | 40 | 19 | 10 | 31 | 30 | —  | 45 | 15 | 6   |                                 |
| 2013                                                         | The Last Ship - Дата: 24 сентября 2013 - Лейбл: Cherrytree, Interscope, A&M Records | 14 | 39 | 8  | 10 | 3  | 6  | 4  | —  | 9  | 13  |                                 |
| 2016                                                         | 57th & 9th - Дата: 11 ноября 2016 - Лейбл: Cherrytree, Interscope, A&M Records      | 15 | 9  | 6  | 5  | 7  | —  | —  | 6  | 3  | 9   |                                 |
| 2018                                                         | 44/876 (совместно с Шэгги) - Дата: 20 апреля 2018 - Лейбл: A&M Records              | 9  | 38 | 6  | 2  | 16 | —  | —  | —  | 5  | 40  |                                 |
| 2019                                                         | My Songs - Дата: 24 мая 2019 - Лейбл: A&M Records                                   | 27 | −  | 7  | 2  | 39 | —  | —  | —  | 5  | 145 |                                 |
| 2021                                                         | The Bridge - Дата: 19 ноября 2021 - Лейбл: A&M Records                              | 27 | 64 | 7  | 14 | 27 | —  | —  | —  | 5  | 101 |                                 |
| «—» обозначает, что альбом не попал в хит-парад этой страны. |                                                                                     |    |    |    |    |    |    |    |    |    |     |                                 |

### Синглы
- 1992 «It’s Probably Me» (с Эриком Клэптоном) #30 UK
- 1993 «If I Ever Lose My Faith in You» #14 UK, #17 US
- 1993 «Seven Days» #25 UK
- 1993 «Fields of Gold» #16 UK, #23 US
- 1993 «Demolition Man» #21 UK
- 1994 «All for Love» (совместно с Брайаном Адамсом и Родом Стюартом) #2 UK, #1 US
- 1994 «Nothing 'Bout Me» #32 UK
- 1994 «When We Dance» #9 UK, #38 US
- 1995 «This Cowboy Song» (feat. Pato Banton) #15 UK
- 1996 «Spirits in the Material World» (Pato Banton feat. Sting) #36 UK
- 1996 «Let Your Soul Be Your Pilot» #15 UK, #86 US
- 1996 «You Still Touch Me» #27 UK, #60 US
- 1996 «I Was Brought to My Senses» #31 UK
- 1996 «I’m So Happy I Can’t Stop Crying» #94 US
- 1997 «Roxanne '97» (remix) (with The Police) #17 UK, #53 US
- 1999 «Brand New Day» #13 UK, #100 US
- 2000 «Desert Rose» (feat. Cheb Mami) #15 UK, #17 US
- 2000 «After the Rain Has Fallen» #31 UK
- 2003 «Rise & Fall» (Craig David feat. Sting) #2 UK
- 2003 «Send Your Love» #30 UK
- 2003 «Whenever I Say Your Name (ft. Mary J. Blidge)» #60 UK
- 2004 «Stolen Car (Take Me Dancing)» #60 UK
- 2005 «Taking the Inside Rail» #5 US, #18 UK

### Совместные альбомы
- 2018 «44/876» (с Шэгги)

## Фильмография
| Год       |    | Русское название                    | Оригинальное название                   | Роль                 |
| --------- | -- | ----------------------------------- | --------------------------------------- | -------------------- |
| 1979      | ф  | Квадрофения                         | Quadrophenia                            | Эйс Фэйс             |
| 1979      | ф  | Радио в эфире                       | Radio On                                | почти как Эдди       |
| 1981      | тф | Артемис 81                          | Artemis 81                              | Хелит                |
| 1982      | ф  | Сера и елей                         | Brimstone and Treacle                   | Мартин Тейлор        |
| 1984      | ф  | Дюна                                | Dune                                    | Фейд-Раута Харконнен |
| 1985      | с  | —                                   | Lift Off                                | н/д                  |
| 1985      | ф  | Невеста                             | The Bride                               | Чарльз Франкенштейн  |
| 1985      | ф  | Беспокойное сердце                  | Plenty                                  | Мик                  |
| 1987      | ф  | Джулия и Джулия                     | Giulia e Giulia                         | Дэниел               |
| 1988      | ф  | Грозовой понедельник                | Stormy Monday                           | Финни                |
| 1988      | ф  | Приключения барона Мюнхгаузена      | The Adventures of Baron Munchausen      | героический офицер   |
| 1990—1992 | мс | Команда спасателей Капитана Планеты | Captain Planet and the Planeteers       | Зарм                 |
| 1992      | мс | Симпсоны                            | The Simpsons                            | камео                |
| 1993      | тф | Петя и волк: Фантазия Прокофьева    | Peter and the Wolf: A Prokofiev Fantasy | рассказчик           |
| 1995      | ф  | Гротеск                             | The Grotesque                           | Фледж                |
| 1996      | с  | Шоу Ларри Сандерса                  | The Larry Sanders Show                  | камео                |
| 1998      | ф  | Великан                             | The Mighty                              | сочинитель баллад    |
| 1998      | ф  | Карты, деньги, два ствола           | Lock, Stock and Two Smoking Barrels     | Джей Ди              |
| 2001      | с  | Элли Макбил                         | Ally McBeal                             | камео                |
| 2007      | с  | Викарий из Дибли                    | The Vicar of Dibley                     | камео                |
| 2007      | мф | Би Муви: Медовый заговор            | Bee Movie                               | камео                |
| 2011      | с  | Жизнь так коротка                   | Life’s Too Short                        | камео                |
| 2012      | с  | —                                   | Number One!                             | н/д                  |
| 2016      | ф  | Образцовый самец 2                  | Zoolander 2                             | камео                |
| 2018      | с  | —                                   | The Peter Austin Noto Show              | кондуктор            |
| 2021      | с  | Убийства в одном здании             | Only Murders in the Building            | камео                |

Стинг играл самого себя в нескольких эпизодах сериала «Студия 60 на Сансет-Стрип» и был главным действующим лицом еженедельного шоу «Студия 60», исполнив песню «Fields of Gold».